# ضبر روكسبوري
ضبر روكسبوري (الاسم العلمي:Dobera roxburghii) هو نوع غير مؤكد من النباتات يتبع جنس الضبر من الفصيلة الأراكية.